# Красный Восток (Спасский район)
Красный Восток — посёлок в Спасском районе Пензенской области. Входит в состав Дубровского сельсовета.

## География
Находится в северо-западной части Пензенской области на расстоянии приблизительно 14 км на юго-восток от районного центра города Спасска на правом берегу реки Шелдаис.

## История
Основан в период коллективизации. В 1950-х годах работал колхоз «Путь к коммунизму». В 2004 году 20 хозяйств.

## Население
Численность населения: 189 человек (1939 год), 135 (1959), 72 (1979), 61 (1989), 78 (1996). Население составляло 61 человек (русские 98 %) в 2002 году, 52 — в 2010.